# Burg Schildeck (Schondra)
Burg Schildeck ist eine ehemalige hochmittelalterliche Adelsburg in der Rhön, die südlich des gleichnamigen Ortes Schildeck, einem Ortsteil der Gemeinde Schondra, im unterfränkischen Landkreis Bad Kissingen in Bayern liegt. Von der Burg, die einst das Bistum Fulda errichten ließ, haben sich nur noch spärliche Mauerreste und ein Wallgraben erhalten. Die Ruine der Gipfelburg ist jederzeit frei zugänglich.

## Geographische Lage
Die Burgruine befindet sich auf der bewaldeten rundlichen Kuppe des freistehenden Schildeckersberges in 590,4 m ü. NN Höhe, südöstlich der Abfahrt Bad Brückenau-Wildflecken der Bundesautobahn 7, etwa 18 Kilometer nordwestlich von Bad Kissingen.
Auch auf dem Mettermich, in unmittelbarer westlicher Nachbarschaft befand sich eine Befestigung aus der Spätlatènezeit (Ringwall Mettermich), etwas weiter in nordöstlicher Richtung liegt die Burgruine Osterburg und südlich von Frauenroth lag die ehemalige Burg Burkardroth, die aber nur noch als Burgstall erhalten ist.

## Geschichte der Burg
Erbaut wurde die Burg vermutlich schon im 11. Jahrhundert vom Bistum Fulda, um die Grenze zum Bistum Würzburg zu schützen. Im Jahr 1315 wurde sie zwischen den Grafen von Henneberg und dem Fuldaer Abt aufgeteilt. Bis in die Mitte des 14. Jahrhunderts war sie Amtssitz, 1349 wurde das Amt nach Brückenau verlegt. Durch Verkauf oder Erbschaften wechselte der Besitz der Burg häufig zwischen verschiedenen Adelsgeschlechtern und den Bistümern Fulda und Würzburg. Die Besitzer waren unter anderen Kurmainz – dessen Anteile an der Burg nach 1443 zeitweise die Grafen von Hanau und die Grafen von Rieneck gemeinsam hielten –, die Freiherren von Haberkorn und die Adelsfamilie von der Tann.
Zerstört wurde die Burg während des Dreißigjährigen Krieges durch die Schweden.
Heute ist die Burgruine als Baudenkmal D-6-72-149-25 „Burgruine Schildeck, Mauerreste und Kellergewölbe einer Burganlage des 13./14. Jahrhunderts“ sowie als Bodendenkmal D-6-5725-0006 „Mittelalterlicher bis frühneuzeitlicher Burgstall "Schildeck"“ vom Bayerischen Landesamt für Denkmalpflege erfasst.

## Beschreibung
Die Burgruine auf der Basaltkuppe des Schildeckersberges weist eine ovale Form auf die sich von Nordwesten nach Südosten erstreckt. In dieser Richtung hat sie einen Durchmesser von 100 Metern, von Nordost nach Südwest 55 Meter. Am steilabfallenden Hang um diese Bergkuppe zieht sich ein fünf Meter breiter Hanggraben, dem ein vier Meter breiter und eineinhalb Meter hoher Außenwall vorgelegt wurde. An der Westseite der Burgstelle setzt dieser Ringwall aus, hier liegt eine rund 20 Meter breite, der Burg vorgelagerte Terrasse.
Das Burgplateau steigt steil aus dem Hanggraben an, auf ihm finden sich noch Mauerreste aus feinkörnigen Quarzitgestein, sowie ein sehr flaches Kellergewölbe. Etwa in der Mitte dieses Burgplateaus befindet sich zudem eine turmhügelartige Erhebung mit einem Durchmesser von sechs Metern und einer Höhe von drei Meter.